# French Championships 1966
Turniej tenisowy French Championships, dziś znany jako wielkoszlemowy French Open, rozegrano w 1966 roku w dniach 23 maja - 5 czerwca, na kortach im. Rolanda Garrosa w Paryżu.

## Zwycięzcy

### Gra pojedyncza mężczyzn
Tony Roche -  István Gulyás  6-1, 6-4, 7-5

### Gra pojedyncza kobiet
Ann Jones -  Nancy Richey  6-3, 6-1